# Laguna Pistola
La laguna Pistola es una laguna boliviana de agua dulce ubicada en la provincia de Guarayos al noroeste del departamento de Santa Cruz. Tiene este nombre ya que la laguna tiene una forma de pistola, está situada a una altitud de 201 m s. n. m. presenta unas dimensiones de 8,1 kilómetros de largo por 5,6 kilómetros de ancho y una superficie de 33,52 km², siendo una de las mayores que se encuentran en el departamento.
Tiene un perímetro costero de 25,9 kilómetros.